# Filigonia Tol
Filigonia Tol, menționată uneori Filigonia Toll, (n. 23 martie 1951, Arad, România) este o canotoare română. Ea a concurat în două probe la Jocurile Olimpice de vară din 1976.
A obținut medaliile de bronz în echipa de opt rame cu cârmaci la Campionatele Europene de Canotaj din 1973⁠(d), care au avut loc la Moscova, și la Campionatele Mondiale de Canotaj din 1975⁠(d), organizate la Nottingham. A concurat la Jocurile Olimpice de vară din 1976 în probele de patru rame cu cârmaci⁠(d) (locul 4) și opt rame cu cârmaci⁠(d) (locul 6).

## Distincții
- Medalia „Meritul Sportiv” clasa I (18 august 1976) „pentru rezultatele deosebite obținute la Jocurile olimpice de vară de la Montreal – 1976, precum și pentru contribuția adusă la dezvoltarea activității sportive și la creșterea prestigiului sportului românesc pe plan internațional”[6]